# كرايغ سميث (موزع)
كرايغ سميث (بالإنجليزية: Craig Smith)‏ هو موزع أمريكي، ولد في 31 يناير 1947، وتوفي في 14 نوفمبر 2007 في بوسطن في الولايات المتحدة.

## وصلات خارجية
- كرايغ سميث على موقع ميوزك برينز (الإنجليزية)